# Dankova
Dankova (en rus: Данькова) és un poble de l'óblast de Tiumén, a Rússia, que en el cens del 2010 tenia 5 habitants.